# Kajum Murtazajew
Kajum Murtazajew (ros. Каюм Муртазаев, ur. 1926 w Konibodomie, zm. 26 maja 1982 w Taszkencie) – polityk Uzbeckiej SRR.

## Życiorys
W latach 1944–1948 studiował w Fergańskim Państwowym Instytucie Pedagogicznym, od 1948 należał do WKP(b), od sierpnia do grudnia 1948 był II sekretarzem, a od grudnia 1948 do 1950 I sekretarzem Komitetu Miejskiego Komsomołu w Ferganie. Od 1950 był II sekretarzem, potem do 1952 I sekretarzem Komitetu Obwodowego Komsomołu w Ferganie i do grudnia 1952 sekretarzem KC Komsomołu Uzbekistanu ds. kadr, a od grudnia 1952 do kwietnia 1958 I sekretarzem KC Komsomołu Uzbekistanu i jednocześnie od 27 marca 1954 do 16 kwietnia 1962 członkiem KC Komsomołu, a od 18 kwietnia 1958 do 3 lutego 1960 sekretarzem KC Komsomołu. Od lutego 1960 do marca 1965 był I sekretarzem Komitetu Miejskiego Komunistycznej Partii Uzbekistanu w Taszkencie, od marca 1965 do 7 lutego 1977 I sekretarzem KC KPU w Bucharze, a od 1977 do śmierci przewodniczącym Państwowego Komitetu ds. Pracy Rady Ministrów Uzbeckiej SRR.

## Odznaczenia
- Order Lenina
- Order Rewolucji Październikowej
- Order Czerwonego Sztandaru Pracy (dwukrotnie)
- Zasłużony Pracownik Kultury Uzbeckiej SRR